# Marco Peltzer
Marc Paul Louis „Marco“ Peltzer (* 18. November 1909 in Eupen; † 18. März 1983 in Brüssel) war ein belgischer Eishockeyspieler.

## Karriere
Marco Peltzer nahm für die belgische Nationalmannschaft an den Olympischen Winterspielen 1928 in St. Moritz teil. Mit seinem Team belegte er den achten von elf Rängen. Er selbst kam im Turnierverlauf zu drei Einsätzen und erzielte dabei vier Tore. Auf Vereinsebene spielte er für CPA Antwerpen.